# Komarniki (Ukraina)
Komarniki (ukr. Комарники) – wieś na Ukrainie, w obwodzie lwowskim, w rejonie samborskim (wcześniej w rejonie turczańskim) nad Stryjem. Liczy około 1073 mieszkańców. Pierwsze wzmianki o miejscowości pochodzą z 1493 r.
Wieś prawa wołoskiego, położona była w drugiej połowie XV wieku w ziemi przemyskiej województwa ruskiego.
W 1921 r. wieś liczyła około 2474 mieszkańców. Przed II wojną światową w granicach Polski, wchodziła w skład powiatu turczańskiego. 
W latach 1943–1944 nacjonaliści ukraińscy z OUN-UPA zamordowali we wsi 14 Polaków, grabiąc i paląc ich gospodarstwa.
W czasie okupacji niemieckiej mieszkające tutaj dwie polskie rodziny Komarnickich udzielały pomocy Żydom. W 1986 roku Instytut Jad Waszem uhonorował tytułami Sprawiedliwych wśród Narodów Świata małżeństwo Marię i Władysława Komarnickich (ukrywali Esterę Brand). W 2004 roku to samo wyróżnienie otrzymali Jan i Apolonia Komarniccy oraz ich synowie Piotr i Stefan (ukrywali Esther Shein).
W jej skład wchodziły przysiółki, z których część jest obecnie samodzielnymi wsiami – Bukowinka, Zakiczera i Zworzec.

## Ważniejsze obiekty
- Cerkiew św. Mikołaja w Komarnikach z 1815 r., pierwotnie greckokatolicka obecnie prawosławna.
- Rzymsko-katolicki kościół pw. Wniebowzięcia Najświętszej Maryi Panny należący do parafii Komarniki.

## Związani z Komarnikami
- Władysław Ossowski – kurier, zatrzymany w Komarnikach
- Stefan Mikołajewicz Popiel – romanista, prawnik, szachista
- Salomon Szczesnyj – publicysta